# Friedrich Ernst Wolperding

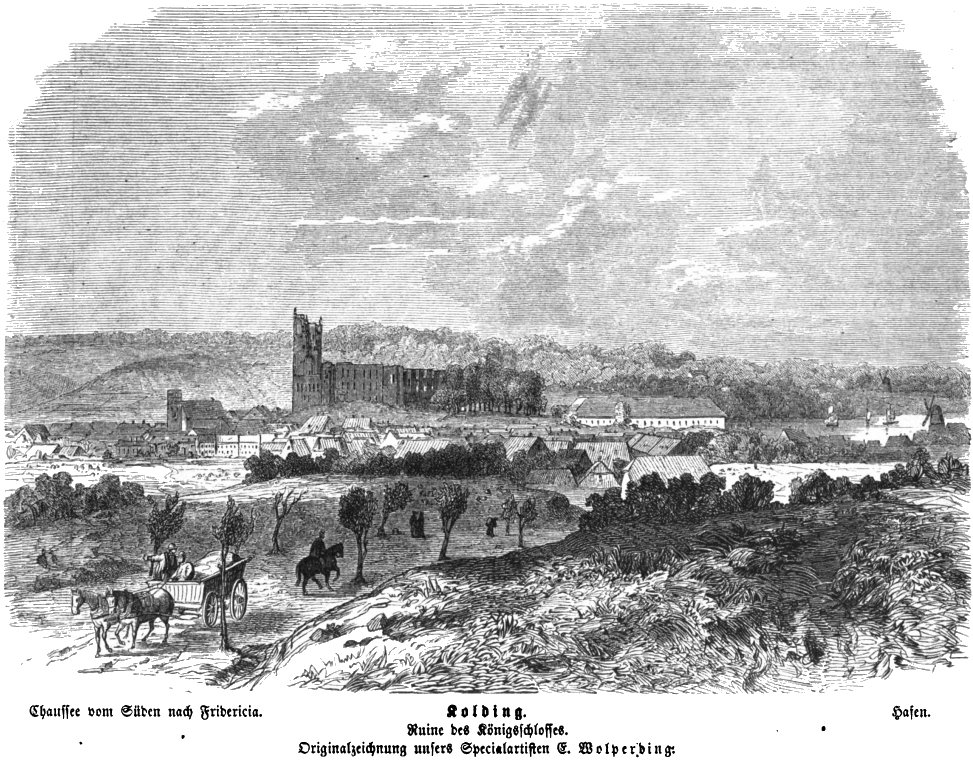
Kolding, Ruine des Königsschlosses, Zeichnung, 1864

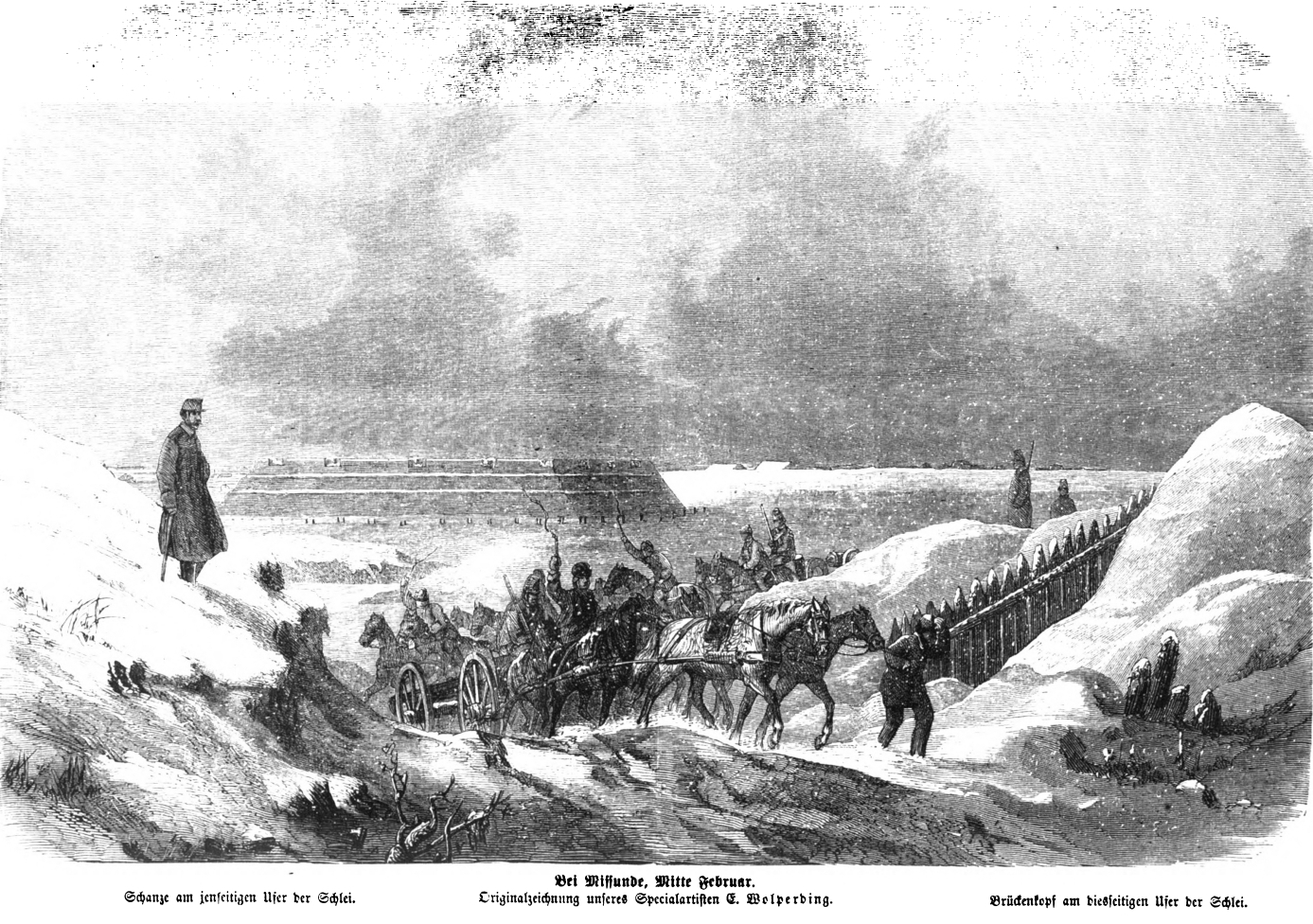
Bei Missunde, Mitte Februar 1864

Friedrich Ernst Wolperding (* 1. April 1815 in Kiel; † 17. August 1888 ebenda) war ein deutscher Landschaftsmaler.

## Leben und Werk
Ein kleines Stipendium des dänischen Kronprinzen ermöglichte Wolperding ab 1831 den Besuch der Kunstakademie Kopenhagen. Zu seinen Mitschülern und Freunden gehörten Louis Gurlitt, Johannes Mohr, Hermann Carmiencke, Adolf Carl und Curt Grolig. Studienreisen führten ihn in die Umgebung von Kiel, Hamburg und Dresden. 1836 und 1838 bereiste er Norwegen.
In seinen frühen Arbeiten spezialisierte sich Wolperding auf nächtliche Beleuchtungseffekte wie Mondlicht und Fackelschein oder brennende Häuser und Mühlen. 1838 kehrte Wolperding nach Kiel zurück und versuchte sich hier vergeblich als Künstler zu etablieren. Im Mai 1839 ging er nach München und verkehrte im Kreis skandinavischer und norddeutscher Künstler um Christian Morgenstern. 1839 trat Wolperding dem Münchner Kunstverein bei und stellte hier einige Genremotive und Landschaftsbilder aus.
Das Aufleben der Kunstförderung in seiner Heimatstadt mit dem Bau einer ersten Kunsthalle und der Gründung des Schleswig-Holsteinischen Kunstvereins führten ihn 1845 zurück nach Kiel. Wolperding wandte sich nun ausschließlich der Landschaft des Kieler Umlandes und Ostholsteins zu. Die Schleswig-Holsteinische Erhebung von 1848 brachte das Kunstleben in Schleswig-Holstein zum Erliegen, so dass sich Wolperding gezwungen sah, die Stelle eines Zeichenlehrers an der Kieler Gelehrtenschule anzunehmen, die er bis 1884 innehatte. 1861 bewarb er sich vergeblich um die Nachfolge des Nazareners Theodor Rehbenitz als Zeichenlehrer der Kieler Universität. Während des Deutsch-Dänischen Krieges von 1864 war er als Illustrator für die Gartenlaube tätig. Wolperding war Mitglied im Hamburger Künstlerverein von 1832.

## Werke
- Nächtliche Brandszene, 1838. Schleswig-Holsteinische Landesbibliothek Kiel
- Nächtlicher Einzug König Friedrich VI. auf den Neumarkt in Kopenhagen, 1839. Schloss Glücksburg
- Holsteinische Abendlandschaft, 1857. Kunsthalle zu Kiel
- Waldlandschaft, 1884. Kunsthalle zu Kiel